# 花园翼龙属
花园翼龍（Kepodactylus）又名加登翼龍，為翼龍目翼手龍亞目的其中一屬，生活於侏羅紀晚期啟莫里奇階到提通階，化石於美國科羅拉多州的Garden公園被發現，也是牠們屬名的來源。
花园翼龍的模式標本（標號DMNS 21684）包括頸部脊椎骨、肱骨、數個指骨、與蹠骨，都來自於單一個體。加登翼龍類似買薩翼龍，但是體型較大，翼展約為2.5公尺（8.2呎），而且在脊椎骨與肱骨有空洞在2006年的莫里遜組翼龍類研究中，花园翼龍被認為是可能的有效屬。